# دیتر فارتر
دیتر فارتر (انگلیسی: Dieter Ferner؛ زادهٔ ۱۶ ژانویهٔ ۱۹۴۹) بازیکن فوتبال اهل آلمان است.
از باشگاه‌هایی که در آن بازی کرده‌است می‌توان به باشگاه فوتبال زاربروکن و باشگاه فوتبال بایر ۰۴ لورکوزن اشاره کرد.